# Магнетосфера
Магнетосфера је подручје око планета и њихових природних сателита у којем је магнетско поље вретенасто обликовано међуделовањем са Сунчевим вјетром. Магнетосферу испуњавају електрично наелектрисане честице из Сунчевог ветра, козмичких зрака, из атмосфере планета или њених сателита које међуделују с магнетским пољем тела. Земљину магнетосферу у смеру Сунца ограничава чеони ударни талас на удаљености 8 до 12 Земљиних полупречника. Магнетосфера почиње око 1000 километара изнад Земљина тла. Страна магнетосфере наспрамна Сунцу продужује се у облику репа далеко у међупланетарни простор. У магнетосфери се налазе Ван Аленови појаси појачаног електромагнетна зрачења.
Осим Земље, и читав низ других планета имају магнетосферу, као што су: Меркур, Јупитер, Сатурн, Уран и Нептун. Јупитеров месец Ганимед има малу магнетосферу – али је цела смештена унутар магнетосфере Јупитера, са сложеним међуделовањем. Јоносфере магнетски слабих планета Венере и Марса, делимично одбијају Сунчев ветар, али немају магнетосферу. У свемирском окружењу близу планетарног тела, магнетно поље подсећа на магнетни дипол. Даље, линије поља могу бити знатно искривљене протоком електрично проводљиве плазме која се емитује од Сунца (тј. Сунчевог ветра) или оближње звезде.

## Историја физичке магнетосфере
Земљина магнетосфера је откривена 1958. године. Пре тога, научници су знали да је у простору постојала електрична струја, јер су соларне ерупције понекад доводиле до магнетне олује.
Када је први научни сателит послат у првој половини 1958 - Експлорер 1 и 3 из САД, Спутњик 3 из Совјетског Савеза - посматрали су интензиван (и неочекиван) зрачни појас око Земље, а затим у простору у коме су се налазили измерена је велика количина радиоактивности, један од ван Аленових колега је узвикнуо:„Мој Боже, простор је радиоактиван!“
У 1959. години Томас Голд предложио је име магнетосфера.

## Магнетосфера Земље
Земљина магнетосфера је подручје свемира чији је облик контролисан Земљиним интерним магнетским пољем, сунчевим ветром и интерпланетарним магнетским пољем. Смеша слободних јона и електрона, који потичу из сунчевог ветра, су, у магнетосфери, ограничени магнетским и електричним силама, које су много јаче од гравитације и судара. Упркос њеном називу, магнетосфера нема сферични облик. На страни која је окренута Сунцу, удаљеност до њене границе (која варира са јачином соларног ветра) је око 70 000 km (10-12 пречника Земље, који износи R=6371 km; ако није другачије напоменуто, сва растојања се узимају од центра Земље). Граница магетосфере („магнетопауза“) је неправилног облика. Са стране Земље на којој је ноћ, магнетосфера има облик „магнетског репа“, приближно цилиндричног облика, полупречника, који је 20-25 пута већи од Земљиног. Ова област има дужину око 200 пута већу од Земљиног полупречника, а место на коме се завршава није још увек познато.
Спољни неутрални гас који окружује Земљу, тј. геокорона, састоји се углавном од најлакших атома, водоника и хелијума, и наставља се на растојању од око 4-5 пута већем од полупречника Земље. Јони из вруће плазме из магнетосфере примају електроне током процеса сударања са лаким атомима, формирајући на тај начин „проток“ брзих атома. Горњи део јоносфере, познат и као плазмасфера, такође има дужину, која је 4-5 пута већа од полупречника Земље. Виши делови плазмасфере називају се поларни ветар. Поларни ветар представља проток лаких јона, који се мешају са Сунчевим ветром.
Земљина магнетосфера пружа заштиту, без којих живот не би могао да опстане. Марс, који има врло слабо магнетско поље, вероватно је изгубио атмосферу и воду, због директног утицаја сунчевог ветра. За Венеру се мисли да је изгубила велик део воде, због својих танке атмосфере и због директног утицаја сунчевог ветра. Због величине Јупитерове магнетосфера, постоји могућност слабог међуделовања са Земљином магнетосфером.

## Генерална својства
Два чиниоца одређују структуру и понашање магнетосфере: земљино магнетско поље и сунчев ветар:
- Земљино магнетско поље се ствара у Земљином језгру путем динамо процеса, који је повезан с кретањем текућег метала у језгру, погоњен унутрашњим изворима топлоте. Његов главни део на личи на поље магнетизоване шипке („поље дипола”), нагнуто за отприлике 10º, у односу на осу ротације Земље. Али постоје и још сложенији делови („виши хармоници”), како је приказао Карл Фридрих Гаус. Диполно магнетно поље има јачину од око 30 – 60 μ  на површини Земље, и његова снага слаби с кубом удаљености. Тако на пример, на удаљености од 1 Rz, од површине Земље, је само 1/8 од вредности на површини Земље. Виши хармоници слабе још јаче, тако да на магнотосферу утиче само диполно магнетско поље.
- Сунчев ветар је брзо отицање вруће плазме са Сунца у свим смеровима. Изнад Сунчевих екватора досеже брзину од 400 , а изнад Сунчевих полова и дупло више. Проток је оснажен са Сунчевом короном, која има температуре од неколико милијуна Келвина. Састав Сунчевог ветра наличи на састав Сунца – око 95% има јона и протона, око 4% језгара хелијума и 1% тешких честица (C, N, O, Ne, Si, Mg.... све до Fe) и довољно електрона да плазму одржи неутралном. На Земаљској орбити је густина око 6 јона/cm3 и садржи промењиво међупланетарно магнетско поље јачине 2 до 5 nT.

Плазма из Сунчевог ветра и плазма у јоносфери Земље су одвојене с границом, магнетопаузом, тако да је Земаљска плазма ограничена у магнетосфери, окружена протоком Сунчевог ветра. Одвајање није комплетно, захваљујући другом процесу, магнетском поновном спајању – иначе би било врло тешко пренети део енергије са Сунчевог ветра – али ипак раздвајање превладава.
Додатна карактеристика магнетосфере је на страни Сунца, око 13,5 Rz, „предњи удар” (енгл. bow shock), а у којем заправо нема сударања. У том делу Сунчев ветар има велику брзину, затим се смањи 2 до 3 пута, да би се на боковима брзина поново повећала, због деловања преосталог Сунчевог ветра.
Да би се разумела магнетосфера, треба замислити магнетске линије поља, које одређују смер магнетског поља у свакој тачци – које се шире у близини магнетског северног пола (географски јужни пол) и поново се затварају у близини јужног магнетског пола (географски северни пол). Ако се замисле као жичани модел – онда оне воде ухваћене електрично набијене честице, које клизе уздуж линија као куглице.

## Појасеви радијације
Када су први научни сателити лансирани 1958. – Еxплорер 1 и 3 из САД, те Спутник 3 из Совјетског Савеза – неочекивано је запажен снажни појас радијације око Земље, који задржава Земљино магнетско поље. То је био унутрашњи појас радијације, с енергијом од 10 до 100 MeV, које је касније објашњено као „распадање неутрона услед рефлексије”, други разлог су међуделовања космичких зрака с горњом атмосфером. Центар тог појаса радијације је на екватору око 1,5 Rz од Земљиног центра.
Касније је виђена групација ухваћених јона и електрона, која је на екватору удаљена 2,5 до 8 Rz, с излазном енергијом од 1 MeV. Касније су је назвали спољашњи појас радијације, али ипак главнина има низ енергија од 65 keV и препозната је као прстенаста струја плазме.
Хватање наелектрисаних честица у магнетско поље је доста стабилан процес. То је посебно јако за унутрашњи појас, зато што је хватање неутрона од рефлексије прилично спор процес, траје и годинама. Почевши од 1962, САД су тестирале термонуклеарно оружје високо изнад Тихог океана, на око 400  изнад Земљине површине, и створен је вештачки високо енергетски појас електрона, који се могао запазити 4 до 5 година касније (данас су ти експерименти забрањени).
Спољашњи појас је мање постојан, јер постоји сударање електрично набијених честица с атомима геокороне, које утиче на нестајање тог појаса. То значи да постоји извор који стално опскрбљује тај појас са свјежом плазмом.

## Магнетски реп
Магнетски реп настаје због притиска Сунчевог ветра на Земаљску магнетосферу. Он се може издужити на велике удаљености и до 200 Rz, супротно од Сунца. Плазма која се ствара и која је ухваћена у магнетски реп, може ометати рад свемирских летелица, комуникацију и навигацију.

## Електричне струје у свемиру
Магнетско поље магнетосфере долази од Земљиног магнетског поља, али и од електричних струја које теку плазмом у магнетосфери – плазма делује као електромагнет. Магнетско поље које кружи око те плазме, може издужити Земљино магнетско поље, пуно даље у свемир, него што је предвиђено.
За разлику од класичног електричног круга с отпором, где електрична струја настаје повећањем напона, електрична струја у магнетосфери више личи на кретање плазме у магнетном пољу. Електрони и позитивни јони, који су ухваћени у диполном магнетском пољу Земље, теже да се крећу по линијама магнетског поља, без добијања или губљења енергије. Ако се гледа изнад магнетског северног пола (географски јужни пол), јони се крећу у смеру казаљке на сату, а електрони супротно од казаљке на сату, стварајући електричну струју, познату као прстенаста струја. Значи, за то није потребан напон – електрична струја настаје кретањем јона и електрона у магнетском пољу.
Свака таква електрична струја ће променити магнетско поље. Прстенаста струја ће ојачати магнетско поље са споља, повечавајући величину магнетосфере. У исто време, она слаби унутрашње магнетско поље. Код магнетских олуја, прстенастој струји се додаје плазма, која је ствара јачом, а у исто време магнетно поље Земље слаби за 1 до 2%.
Постоје изузеци, где напон покреће електричну струју. То се дешава с Биркеланд струјом, која тече из далеког свемира до полова јоносфере, наставља један део јоносфере и затим се враћа у свемир. Тај електрични круг се још увек проучава.

## Подела магнетских поља
Без обзира да ли се разматра као узрок или последица магнетосферног поља, електрична струја увек тече у затвореном кругу. Магнетско поље магнетосфере може се поделити у 5 различитих делова:
- Унутрашње магнетско поље Земље, која настаје из електричних струја у језгру. Има облик дипола, а деломично га мењају виши хармоници.[15]
- Магнетно поље прстенасте струје, које ствара плазма, ухваћена у диполном магнетском пољу Земље, обично на удаљености 3 до 8 Rz (мање за време грмљавинских олуја). Та струја тече отприлике око магнетског екватора, у смеру казаљке на сату (ако се гледа са северног пола). Постоји и слаба струја која тече на унутрашњем делу прстена, због опадања густине плазме ближе Земљи
- Магнетно поље које раздваја Земаљску плазму и магнетско поље унутар магнетосфере. Та струја тече на магнетопаузи, граници између магнетосфере и Сунчевог ветра. Она настаје због кретања електрично набијених честица по линијама магнетског поља, а не због постојања неког напона
- Електрична струја у репу магнетосфере, у којем постоје две групе супротних магнетских поља и гушћу плазму у средини (0,3 до 0,5 јона/cm3 у средини репа и 0,01-0,02 јона/cm3 на крајевима)
- Биркеланд струјно поље, које има гране у јоносфери и прстенастој струји, које је повезано и с настајањем поларне светлости. За разлику од претходних система електричне струје, оно захтева сталан унос енергије, да омогући грејање свог пута у јоносфери и убрзања електрона и позитивних јона поларне светлости.

## Прелазна магнетска олуја
Прелазна магнетска олуја се јавља у репу магнетосфере, за време јаких магнетских олуја са Сунца, када реп „набубри” и чини реп нестабилним, те се мења његова структура.